# Bommenahalli, Chik Ballapur
Bommenahalli là một làng thuộc tehsil Chik Ballapur, huyện Kolar, bang Karnataka, Ấn Độ.